# Kazimierz Czerwiński (1916–2002)
Kazimierz Czerwiński ps. Bryzga, Olma (ur. 2 października 1916 w Dobrzejewicach, zm. 2 lutego 2002 w Toronto) – porucznik broni pancernych Polskich Sił Zbrojnych i Armii Krajowej, cichociemny.

## Życiorys
Był synem Aleksandra i Heleny z domu Laszkiewicz (zm. w 1926 roku).
Otrzymał świadectwo dojrzałości w 1936 roku po ukończeniu Państwowego Seminarium Nauczycielskiego Męskiego w Toruniu. Po odbyciu służby wojskowej w Szkole Podchorążych Broni Pancernej w Modlinie kontynuował służbę jako komendant junackiego plutonu broni pancernej w Junackich Hufcach Pracy w Modlinie.
W 1939 roku służył w Ośrodku Zapasowym Broni Pancernej nr 2. 14 października przekroczył granicę polsko-węgierską. Został internowany. Od kwietnia do czerwca 1940 roku przebywał we Francji, gdzie służył w 4 batalionie czołgów Centrum Wyszkolenia Broni Pancernej. Do listopada 1944 roku przebywał w Wielkiej Brytanii, gdzie służył w 1 pułku czołgów i 16 Brygadzie Pancernej. Po zgłoszeniu się do służby w kraju przeszedł Oficerski Kurs Doskonalenia Administracji Wojskowej (OKDAW, który był kamuflażem polskiej szkoły wywiadu) oraz kurs w zakresie odbioru zrzutów. Został zaprzysiężony 5 listopada 1943 roku i przeniesiony do Głównej Bazy Przerzutowej w Brindisi.
Został zrzucony w Polsce w nocy z 18 na 19 listopada 1944 roku w ramach operacji lotniczej „Kazik 2” (w czasie tej operacji przerzucono również 10 zasobników i 6 paczek, 3 skoczków dostarczyło 283 025 USD dla AK i 314 645 USD dla Delegatury Rządu). Dostał przydział do Referatu Przerzutów Powietrznych „Syrena” Komendy Głównej AK na stanowisko zastępcy oficera przerzutu powietrznego okręgu (najprawdopodobniej) krakowskiego. Po rozwiązaniu AK prowadził działania likwidacyjne. Prawdopodobnie działał w Delegaturze Sił Zbrojnych na Kraj. Był poszukiwany przez NKWD i przez Urząd Bezpieczeństwa. W styczniu 1946 roku przekroczył linię demarkacyjną między strefą radziecką i amerykańską w Czechosłowacji i w marcu 1946 roku dostał się do Wielkiej Brytanii. Po studiach tamże otrzymał dyplom inżyniera. Wyjechał do Kanady, gdzie mieszkał co najmniej do 1995 roku.

## Awanse
- podporucznik – ze starszeństwem z dniem 1 grudnia 1942 roku
- porucznik –

## Odznaczenia
- Krzyż Walecznych – czterokrotnie.